# Circuitul Zandvoort
Circuitul Zandvoort este un circuit de automobilism aflat în apropierea orașului Zandvoort din Țările de Jos, pe coasta Mării Nordului.

## Istoric
Deși, începând cu 3 iunie 1939, la Zandvoort s-au disputat câteva curse și înainte de  Al Doilea Război Mondial, un prim circuit adevărat s-a construit abia după Al Doilea Război Mondial. Proiectantul său a fost John Hugenholtz.
Circuitul a fost inaugurat pe 7 august 1948. În 1949, el a găzduit Marele Premiu Zandvoort. Anul următor cursa a fost denumită Marele Premiu al Țărilor de Jos, iar din 1952 a fost inclusă în calendarul competițional al Campionatului Mondial de Formula 1 unde  a rămas în 30 din următorii 34 de ani. În 1985 s-a desfășurat ultimul Mare Premiu al Țărilor de Jos. Compania care susținea financiar circuitul (CENAV) a ieșit din afacere și ca urmare Circuitul Zandvoort a dispărut din Formula 1. Deținută de municipalitatea din Zandvoort, pista n-a mai fost folosită o perioadă, iar în 1987 cam jumătate din ea împreună cu o parte din terenurile adiacente au fost vândute către Vendorado, o companie de parcări. Ulterior, un grup de oameni și mai multe firme au inițiat un plan de salvare a ceea ce mai rămăsese din circuit. Astfel, în vara anului 1989, s-a născut Circuitul Park Zandvoort, cu un traseu remodelat și cu o lungime provizorie de 2,6 km (1,6 mile).
În 1995, CPZ a obținut permisiunea guvernului neerlandez de a construi un circuit corespunzător cerințelor internaționale. Proiectul a fost finalizat în 2001. Pista a fost redesenată, noua lungime a circuitului fiind de 4,3 km (2,7 mile). S-au construit noi boxe și o nouă zonă de standuri pe marginea celei mai lungi linii drepte a circuitului. Alături de cursele de DTM (Campionatul Local de Turisme) și de A1GP, BP Ultimate Masters of Formula 3 este una dintre cele mai importante curse care se desfășoară pe acest circuit. În această întrecere participă mașinile de Formula 3. Înainte de interzicerea publicității la țigări, respectiva cursă s-a numit Masters-ul Marlboro.
Cel mai cunoscut viraj al circuitului este Tarzanbocht (Virajul Tarzan), curbă ce oferă oportunități deosebite de depășire. Se spune că numele acestui viraj a fost dat după un localnic ce era poreclit Tarzan. El și-a donat pământul său circuitului, cu condiția ca arhitecții traseului să denumească astfel una dintre curbe. Totuși există multe alte legende ce fac referire la Virajul Tarzan.
Între 29 septembrie și 1 octombrie 2006, Circuitul Park Zandvoort a găzduit prima cursă a sezonului 2006/07 de A1GP (A1 Grand Prix).

### Accidente fatale
Istoria circuitului a consemnat și o serie de accidente mortale:
| Nume             | Dată          | Descrierea accidentului |
| ---------------- | ------------- | --- |
| Wim Gerlach      | 10 iunie 1957 | A murit în actualul viraj Gerlach. A fost primul accident mortal petrecut pe acest circuit. |
| Piers Courage    | 21 iunie 1970 | Mașina sa s-a răsturnat, luând foc. Pilotul a fost prins sub propria-i mașină De Tomaso, neavând nicio șansă să scape. |
| Roger Williamson | 29 iulie 1973 | În timpul Marelui Premiu al Țărilor de Jos din 1973, a pierdut controlul mașinii, zdrobindu-se de parapeții de pe margine, răsturnându-se și luând foc. David Purley s-a oprit din cursă și a încercat să-l salveze pe Williamson, dar fără succes. Circuitul era slab pregătit pentru astfel de incidente, numărul extinctoarelor fiind limitat. |
| Rob Slotemaker   | 29 iulie 1979 | Și-a rupt gâtul și a murit în timpul unei curse ce nu făcea parte din calendarul F1. |

## Formă
De-a lungul timpului, forma circuitului a fost modificată de câteva ori:
- 1948-1973: 4,193 km lungime (2,605 mile)
- 1973-1980: 4.226 km lungime (2,626 mile)
- 1980-1989: 4.252 km lungime (2,642 mile)
- 1989-1998: 2.526 km lungime (1,57 mile)
- 1999-present: 4.300 km lungime (2,672 mile)

Virajele sunt denumite astfel (numerele din paranteză corespund celor din imaginea de mai sus):
- Virajul Tarzan (1)
- Virajul Gerlach (2)
- Virajul Hugenholtz (3)
- Hunzerug (4)
- Virajul Rob Slotemaker (5)
- Scheivlak (6)
- Virajul Masters (fostul Viraj Marlboro) (7)
- Virajul Renault (8)
- Vodafone (9)
- Virajul Audi S (10 + 11)
- Virajul Kumho (12)
- Arie Luyendyk (13)

Diferența de nivel este de 15 metri.

Principala linie dreaptă, în timpul desfăşurării A1GP.

## Prezență în jocurile video
Vechiul circuit 'Clasic' Zandvoort, din 1967, se regăsește în simulatorul video Grand Prix Legends. Ulterior, el a fost utilizat și în jocurile NASCAR 4, NASCAR 2002, NASCAR 2003, dar și în alte simulatoare auto. Circuitul actual este folosit în jocul RACE 07 - Official WTCC Game al celor de la SimBin.